# Before and After Science
Before and After Science är ett musikalbum av Brian Eno som lanserades i december 1977 på skivbolaget Polydor. Eno kom att arbeta i två år med skivan innan det färdiga resultatet släpptes. Han bjöd även in många gästmusiker till skivan. Skivan inleds med avskalade experimentella rockigare kompositioner för att sedan skifta i ton mot mer ambient-liknande musik. Eno själv kallade musiken på skivan för "ocean music", "havsmusik". Femte spårets titel "King's Lead Hat" var ett anagram för Talking Heads, en då rätt okänd rockgrupp som skivdebuterade samma år som skivan släpptes.

## Låtlista
1. "No One Recieving" - 3:52
2. "Backwater" - 3:43
3. "Kurt's Rejoinder" - 2:55
4. "Energy Fools the Magician" - 2:04
5. "King's Lead Hat" - 3:56
6. "Here He Comes" - 5:38
7. "Julie with..." - 6:19
8. "By This River" - 3:03
9. "Through Hollow Lands" - 3:56
10. "Spider and I" - 4:10

## Listplaceringar
- Billboard 200, USA: #171[2]
- Topplistan, Sverige: #25[3]